# Резолюция Совета Безопасности ООН 22
Резолюция Совета Безопасности ООН 22 — резолюция, принятая 9 апреля 1947 года, которая порекомендовала Соединенному Королевству и Албании решить их спор с гибели двух британских судов в проливе Корфу 22 октября 1946 года в Международном Суде.
Резолюция была принята 8 голосами. Польша и СССР воздержались. Великобритания в голосовании не участвовала.

## См.также
- Резолюции Совета Безопасности ООН 1—100 (1946 — 1953)
- Резолюция Совета Безопасности ООН 19